# Malmantile
Malmantile est une frazione de la commune de Lastra a Signa, dans la ville métropolitaine de Florence en Toscane.

## Histoire
Le petit village est probablement né comme avant-poste militaire le long de la route entre Florence et Pise, qui devint plus tard un bourg.
- Les murailles de Malmantile, enceinte fortifiée médiévale, également remodelée avec les conseils de Filippo Brunelleschi.

## Galerie

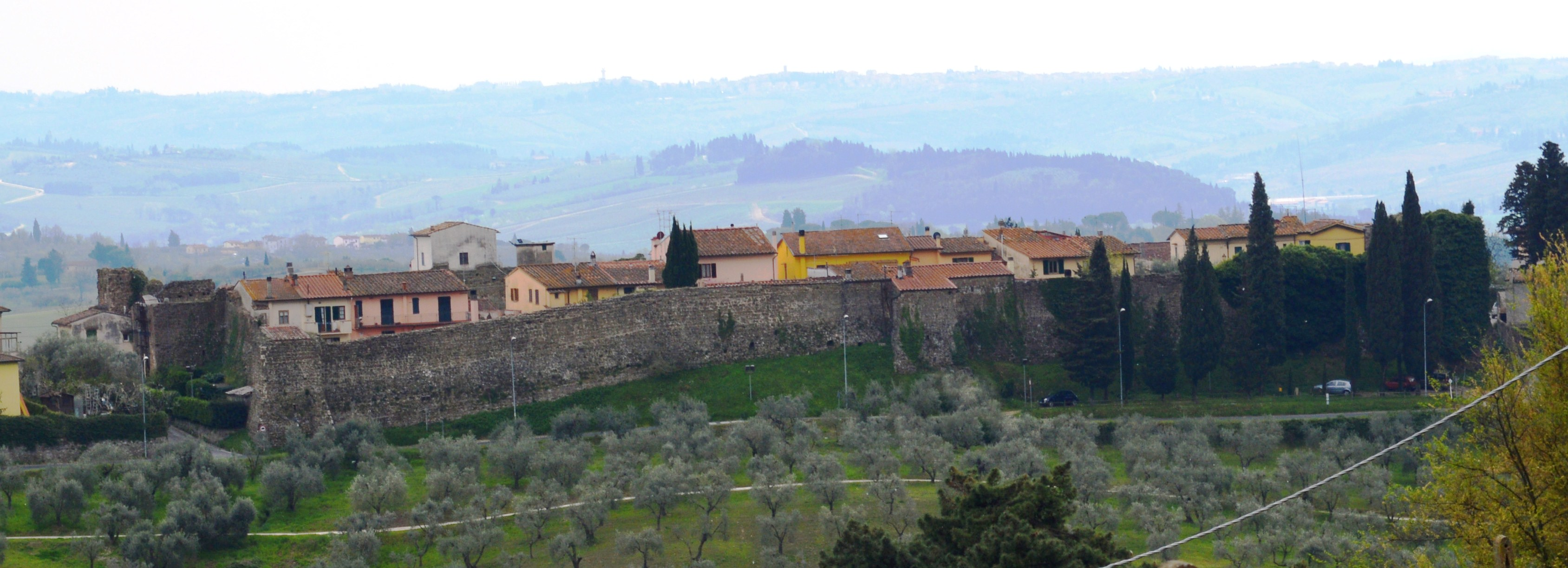
Les murailles du nord-est
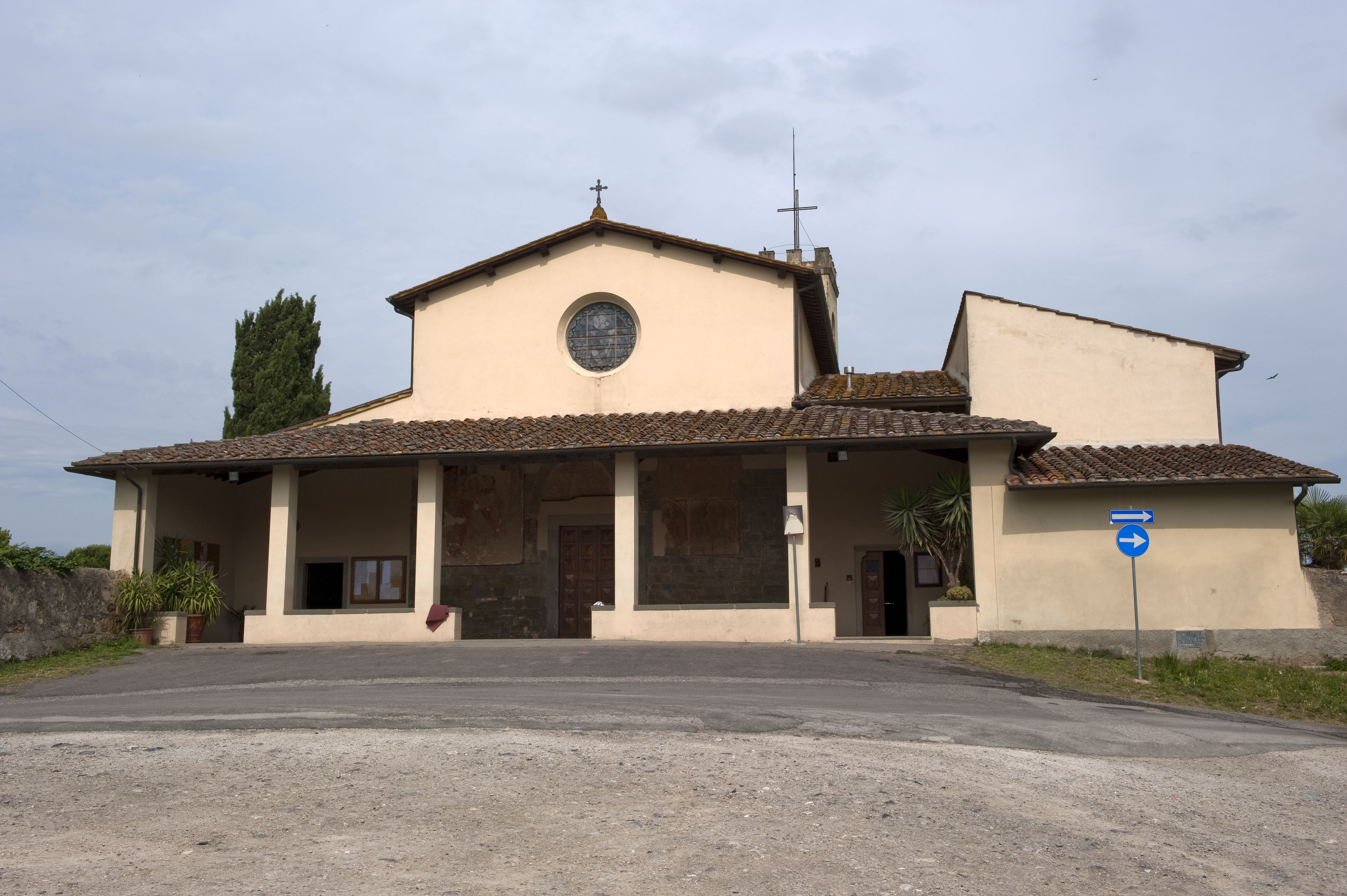
L'église de San Pietro in Selva
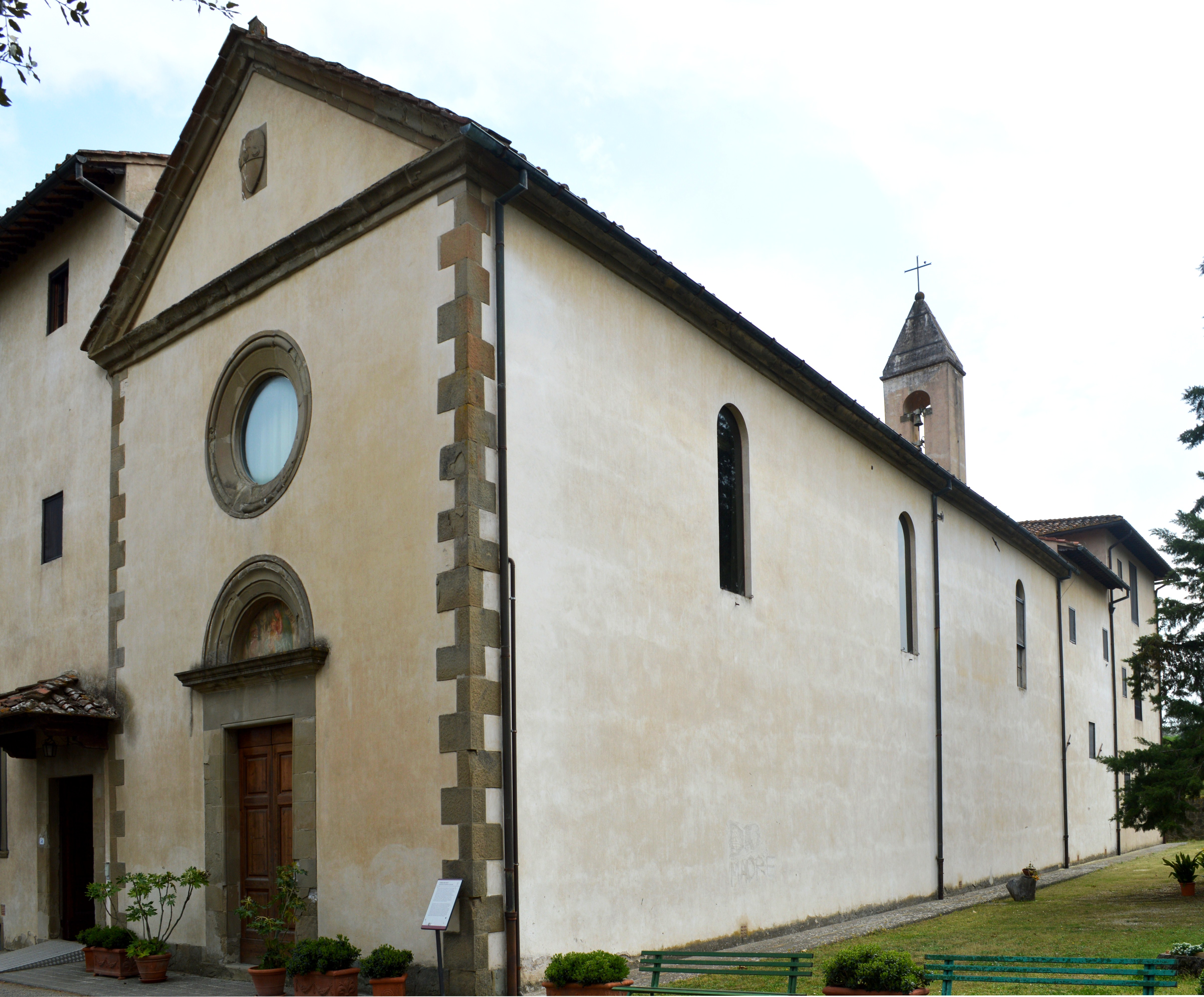
L'église des Santi Jacopo e Filippo a Lecceto
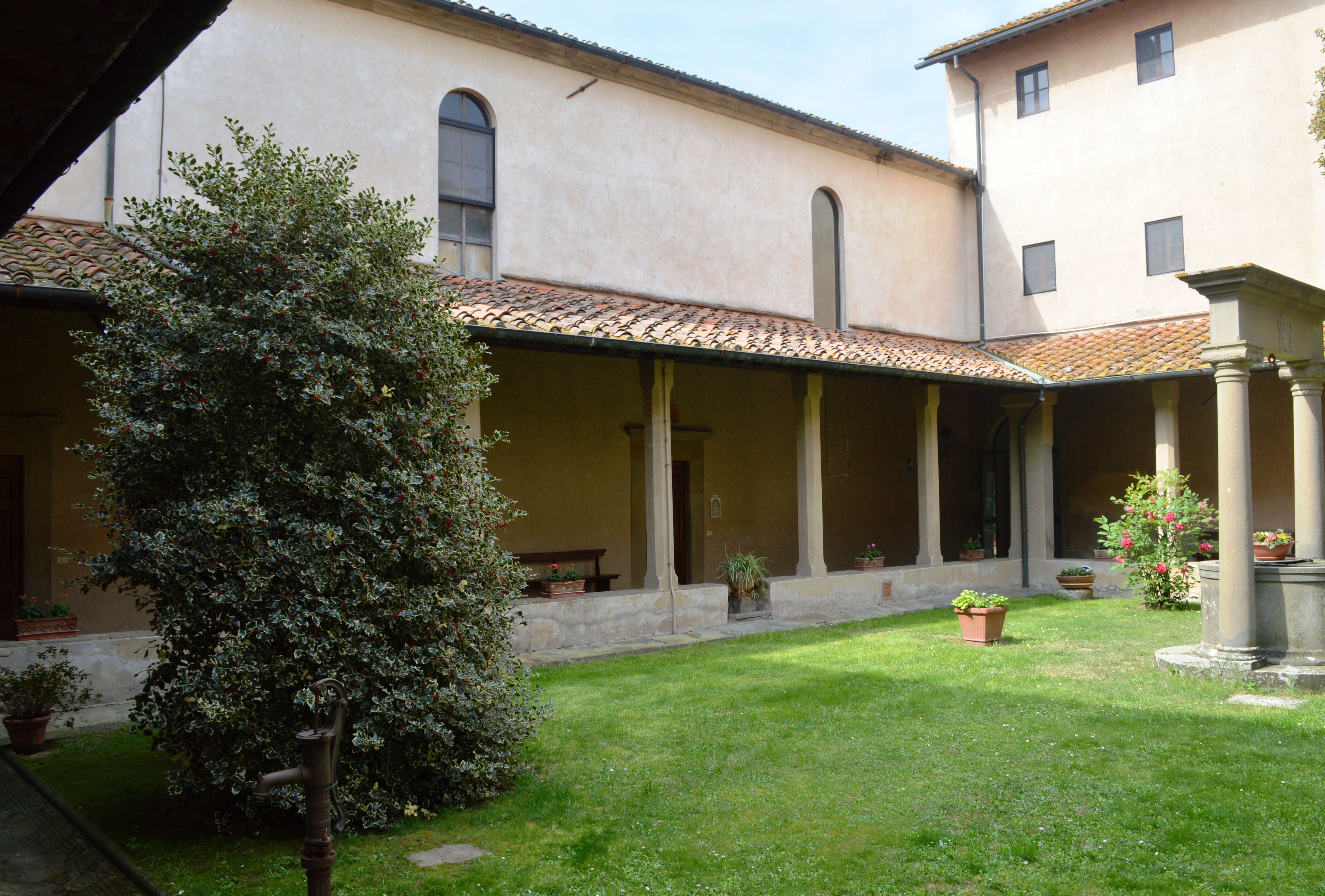
Le cloître de l'ermitage de Lecceto
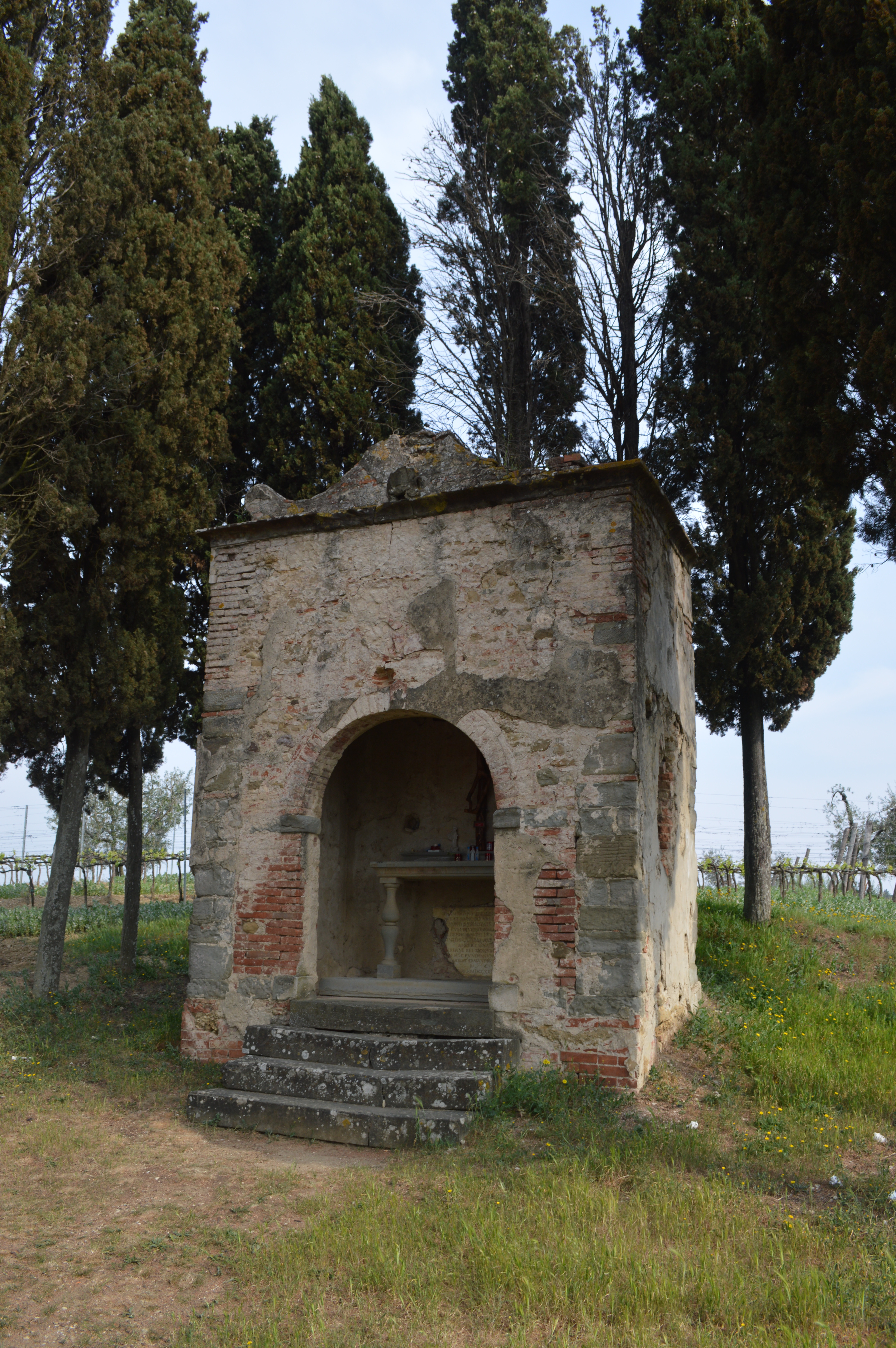
Le tabernacle de Sant'Ambrogio